# Zhuge Yujie
Zhuge Yujie (cinese: 诸 葛宇杰; Shanghai, maggio 1971) è un politico cinese attuale segretario generale del comitato di Shanghai.
Dopo aver trascorso tutta la sua carriera a Shanghai, Zhuge ha servito in imprese statali a sostegno del Porto di Shanghai e dei ruoli di leadership locali.

## Biografia
Zhuge Yujie è nato a Shanghai. Ha iniziato l'attività nell'agosto del 1992 e ha aderito al Partito Comunista Cinese nel giugno 1992. Ha iniziato a lavorare come parte del personale tecnico di una società di costruzioni operante nel porto di Shanghai. Nel luglio 1999 è stato nominato capo del partito e direttore generale della Shanghai Industrial Company (上海港 务 工程 公司). Nel novembre 2005 è diventato amministratore delegato della Shanghai Yangshan Tongsheng Port Construction Company. Nel febbraio 2009 è stato nominato vice governatore del distretto di Putuo. Nel febbraio 2011 è diventato presidente e vice capo di Shanghai International Port Holdings Co. Nell'aprile 2013 Zhuge è stato nominato governatore del distretto di Yangpu. Nel gennaio del 2015 assume l'incarico del capo del distretto di Yangpu District.
Nel luglio del 2016 è stato nominato capo dell'ufficio generale del comitato di Shanghai. Nel marzo del 2017, è stato nominato membro del comitato municipale di Shanghai, dopo essere stato promosso segretario generale, assumendo il posto vacante da Yin Hong. Ha ricevuto l'attenzione dei media come primo ufficiale nato dopo il 1970 ad assumere un posto in un comitato a livello provinciale.